# عامری (نام خانوادگی)
عامری یک نام خانوادگی است. افراد شاخص با این نام از این قرارند:
- ابوالحسن محمد عامری، فیلسوف، منطق دان و دانشمند معروف در سده چهارم هجری
- احمد عامری، سیاست‌مدار و مدیر ارشد اجرایی ایرانی
- اسکندر عامری‌پور، بازیگر، کارگردان، فیلم‌نامه‌نویس و تهیه‌کنندهٔ ایرانی
- حسن بنی‌عامری، نویسندهٔ معاصر ایرانی
- رضا عامری، دیپلمات و سفیر ایران در الجزایر
- گلی عامری، دیپلمات و تاجر آمریکایی
- لبید بن ربیعه عامری، شاعر عرب
- محمدباقر بنی‌عامری، سرهنگ دوم بازنشسته ژاندارمری ایرانی
- هادی عامری، وزیر سابق حمل و نقل عراق و فرمانده سازمان بدر عراق